# تشيك فرازير
تشيك فرازير (بالإنجليزية: Chick Fraser)‏ هو لاعب كرة قاعدة أمريكي، ولد في 26 أغسطس 1873 في شيكاغو في الولايات المتحدة، وتوفي في 8 مايو 1940 في وينديل في الولايات المتحدة.

## وصلات خارجية
- تشيك فرازير على موقع دوري كرة القاعدة الرئيسي (الإنجليزية)
- تشيك فرازير على موقعبيزبول رفرنس.كوم (الدوري الرئيسي) (الإنجليزية)
- تشيك فرازير على موقعبيزبول رفرنس.كوم (الدوري الثانوي) (الإنجليزية)